# 广安美代子
廣安美代子（日语：／ Hiroyasu Miyoko，1911年1月23日—2025年7月29日）是一名日本超級人瑞，自2025年5月21日臼井升去世後，成為日本在世最年長者。

## 生平
她出生於大分縣中津市，曾在東京學習藝術，之後在廣島縣擔任美術老師。在那裡，她遇到了現在的丈夫並與之結婚。兩人有3個孩子。
在搬進養老院之前，她在中津市的家中教導當地的小學生書法和繪畫。
2025年5月20日，近藤峰和隔日臼井升雙雙去世，成為日本的在世最年長者。
廣安美代子於2025年7月29日在大分縣中津市去世，享嵩壽114岁187天。来自奈良縣大和郡山市的賀川滋子接替她成为日本在世最年长者。